# Pseudogaurax trimaculatus
Pseudogaurax trimaculatus är en tvåvingeart som beskrevs av Ismay 1987. Pseudogaurax trimaculatus ingår i släktet Pseudogaurax och familjen fritflugor. Inga underarter finns listade i Catalogue of Life.